# Pittsburgh Tribune-Review
Il Pittsburgh Tribune-Review, noto anche come "the Trib", è il secondo quotidiano più grande al servizio della metropoli di Pittsburgh, in Pennsylvania, negli Stati Uniti. Sebbene sia passato a un formato completamente digitale il 1º dicembre 2016, rimane il secondo quotidiano più grande dello stato, con quasi un milione di visualizzazioni uniche al mese. Fondato il 22 agosto 1811, come Greensburg Gazette e nel 1889 unito con diversi periodici nel Greensburg Tribune-Review, il giornale circolò solo nelle contee suburbane orientali di Westmoreland e parti delle contee di Indiana e Fayette fino a maggio 1992, quando ha iniziato a servire tutta l'area metropolitana di Pittsburgh dopo che uno sciopero dei due quotidiani di Pittsburgh, il Pittsburgh Post-Gazette e il Pittsburgh Press, aveva privato la città di un giornale per diversi mesi.
La Tribune-Review Publishing Company è stata di proprietà di Richard Mellon Scaife, un erede del patrimonio bancario, petrolifero e dell'alluminio di Mellon, fino alla sua morte nel luglio 2014. Scaife è stato uno dei principali finanziatori di organizzazioni conservatrici, incluso l'Arkansas Project. Di conseguenza, il Tribune-Review ha mantenuto una posizione editoriale conservatrice, in contrasto con la Post-Gazette più liberale. Oltre al suo giornale di punta, la società pubblica 17 quotidiani comunitari settimanali, il Pittsburgh Pennysaver, nonché TribLive.com e TribTotalMedia.com.